# Корніца
Корніца (рум. Cornița) — село у повіті Долж в Румунії. Входить до складу комуни Чернетешть.
Село розташоване на відстані 206 км на захід від Бухареста, 29 км на північний захід від Крайови.

## Населення
За даними перепису населення 2002 року у селі проживала 341 особа, усі — румуни. Усі жителі села рідною мовою назвали румунську.